# Tirkšliai
Tirkšliai är en ort i Litauen. Den ligger i den nordvästra delen av landet, 250 km nordväst om huvudstaden Vilnius. Tirkšliai ligger 71 meter över havet och antalet invånare är 1 626.
Terrängen runt Tirkšliai är platt. Runt Tirkšliai är det ganska tätbefolkat, med 60 invånare per kvadratkilometer. Närmaste större samhälle är Mazeikiai, 5,6 km norr om Tirkšliai. Omgivningarna runt Tirkšliai är en mosaik av jordbruksmark och naturlig växtlighet.